# Tour du Haut-Var 1990
Il Tour du Haut-Var 1990, ventiduesima edizione della corsa e valida come evento del circuito UCI categoria 1.2, si svolse il 24 febbraio 1990, su un percorso di circa 200 km. Fu vinto dal francese Luc Leblanc che terminò la gara con il tempo di 5h29'25", alla media di 36,428 km/h.

## Ordine d'arrivo (Top 10)
| Pos. | Corridore          | Squadra      | Tempo    |
| ---- | ------------------ | ------------ | -------- |
| 1    | Luc Leblanc        | Castorama    | 5h29'25" |
| 2    | Claude Criquielion | Lotto        | a 7"     |
| 3    | Alberto Elli       | Ariostea     | s.t.     |
| 4    | Tony Rominger      | Château d'Ax | s.t.     |
| 5    | Roland Le Clerc    | Toshiba      | s.t.     |
| 6    | Darius Kaiser      | Stuttgart    | s.t.     |
| 7    | Atle Kvålsvoll     | Z            | s.t.     |
| 8    | Gérard Rué         | Castorama    | s.t.     |
| 9    | Pascal Simon       | Castorama    | s.t.     |
| 10   | Peter Winnen       | Buckler      | s.t.     |